# Armand Carlsen
Armand Henning Carlsen (ur. 20 października 1905 w Oslo, zm. 8 maja 1969 tamże) – norweski łyżwiarz szybki i kolarz torowy, brązowy medalista mistrzostw świata w łyżwiarstwie.

## Kariera
Największy sukces w karierze Armand Carlsen osiągnął w 1927 roku, kiedy wywalczył brązowy medal podczas mistrzostw świata w wieloboju w Tampere. W zawodach tych wyprzedzili go jedynie jego rodak Bernt Evensen oraz Clas Thunberg z Finlandii. W poszczególnych biegach był tam drugi za Evensenem w biegach na 5000 i 10 000 m, szósty na 1500 m i czternasty w biegu na 500 m. Był to jedyny medal wywalczony przez Carlsena na międzynarodowej imprezie tej rangi. Był też między innymi czwarty na mistrzostwach świata w Oslo w 1930 roku i podczas rozgrywanych rok później mistrzostw świata w Helsinkach. W pierwszym przypadku w walce o medal lepszy okazał się Dolf van der Scheer z Holandii, a rok później Carlsena pokonał jego rodak, Ivar Ballangrud. W 1928 roku wystartował na igrzyskach olimpijskich w Sankt Moritz, gdzie był piąty w biegu na 5000 m, a rywalizacja na dystansie 10 000 m została anulowana.
W 1928 roku w Davos ustanowił rekord świata na 10 000 m.
W 1928 roku zdobył też brązowy medal mistrzostw Norwegii w wieloboju. W latach 1956–1961 Carlsen był prezydentem Norweskiego Związku Łyżwiarskiego.
Carlsen uprawiał także kolarstwo torowe. W 1928 roku zdobył srebrny medal w wyścigu amatorów na 10 km podczas mistrzostw krajów nordyckich w Oslo. Przegrał tam tylko ze swym rodakiem, Berntem Evensenem.
Jego wnuk Øystein Carlsen również został panczenistą.